# Józef Turczyński
Józef Turczyński (* 2. Februar 1884 in Schytomyr; † 27. Dezember 1953 in Lausanne) war ein polnischer Pianist und Musikpädagoge.
Turczyński hatte in seiner Kindheit Violin- und Klavierunterricht bei seinem Vater, der seinerseits ein Schüler von Stanisław Moniuszko war. Von 1902 bis 1906 studierte er in Sankt Petersburg Jura und nahm am Petersburger Konservatorium Klavierunterricht bei Anna Jesipowa. 1907 erhielt er in Kiew sein Diplom als Jurist und ging dann nach Wien, wo er Meisterkurse von Ferruccio Busoni besuchte. Er debütierte als Pianist 1911 in Wien und gewann im Folgejahr einen Klavierwettbewerb in Sankt Petersburg. In den folgenden Jahren trat er in ganz Europa (u. a. in Warschau, St. Petersburg, Kiew, Berlin, Leipzig, Paris) als Klaviervirtuose auf Alexander Skrjabin und Nikolai Medtner.
1920 ließ er sich in Warschau nieder und unterrichtete als Professor für Klavier am Warschauer Konservatorium. Ab 1933 unterrichtete er zudem an einem eigenen Institut für Klavierspiel.  1927, 1932 und 1937 war er Juror beim Internationalen Chopin-Wettbewerb in Warschau. Zu seinen  Schülern zählten u. a. Witold Małcużyński, Henryk Sztompka, Stanisław Szpinalski, Maryla Jonas, Maria Wiłkomirska, Aleksander Sienkiewicz, Jadwiga Sukiennicka, Stanisław Staniewicz, Max Fishman, Mojżesz Weinberg und Halina Czerny-Stefańska.
Wichtige Anregungen für seine eigene Konzerttätigkeit erhielt er in der Zeit von Ignacy Jan Paderewski, den er bei einem Konzert in Morges kennengelernt hatte. Bis zum Ausbruch des Zweiten Weltkrieges tourte er jedes Jahr durch Europa, 1937 begann er zusammen mit Paderewski und Ludwik Bronarski eine Ausgabe der Werke Fryderyk Chopins. In der Zeit des Krieges lebte und arbeitete er in der Schweiz. Nach dem Krieg kehrte er nicht nach Polen zurück. Er unternahm 1946 eine Tournee durch England, 1950–51 eine einjährige Südamerikareise.